# 羽幌站

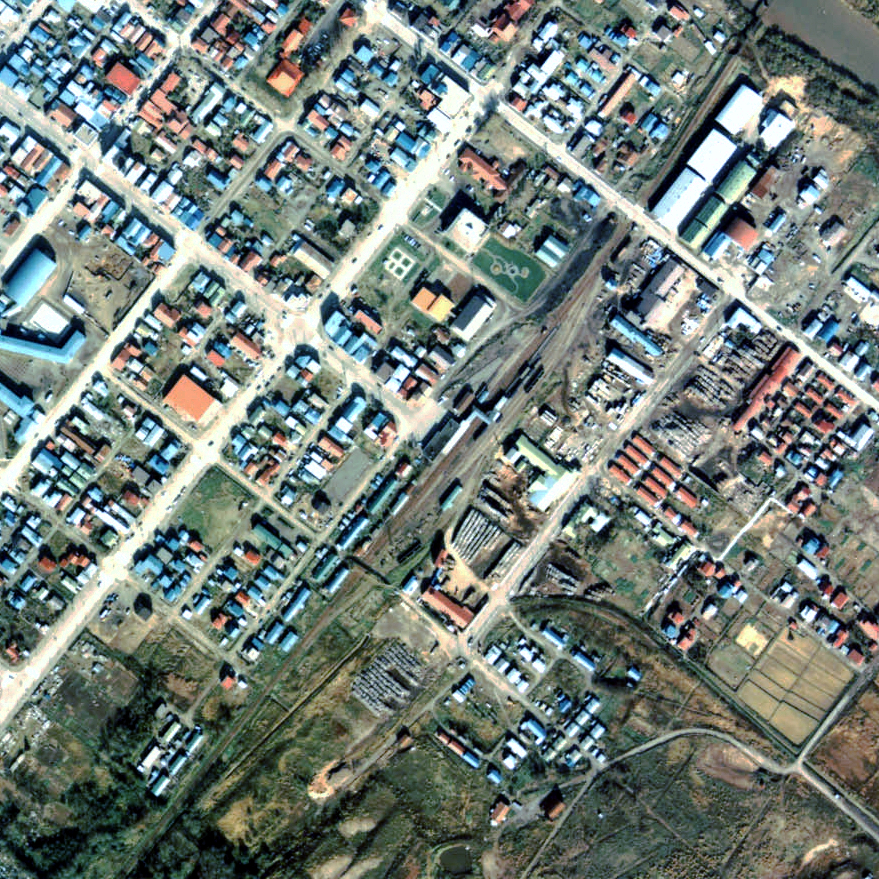
1977年的羽幌站與方圓約750米範圍。右上方為幌延方向。站內設有2面3線，千鳥狀的國鐵型配線。車站大樓旁邊設有三角狀的貨物月台，內外均設有引込線。車站後方設有多條側線。車站大樓使用混凝土建造。月台上設有跨線橋連接。在島式月台上設有候車室。車站後方設有木材工場。車站後方西南方（左下方）設有營林署的大型堆場（土場）。該處在1963年前設有前往羽幌川上流的上羽幌和奧羽幌的羽幌森林鐵道。在堆場右下方的90°彎位處為路軌遺址。羽幌站成為前往天賣、燒尻等渡輪航線的玄關口。

羽幌站（日语：／ Haboro eki */?）是位於北海道苫前郡羽幌町南七條三丁目，日本國有鐵道（國鐵）的羽幌線車站（廢站）。隨著羽幌線廢線，車站在1987年（昭和62年）3月30日廢除。
在1986年（昭和61年）10月前，急行「羽幌」停靠此站。曾經羽幌炭礦鐵道駛入此站，該鐵路於1970年12月25日廢除。
在羽幌線廢除後，於同一位置設置了沿岸巴士羽幌總站（日语：／）。

## 歷史
- 1932年（昭和7年）9月1日 - 鐵道省羽幌線古丹別站至羽幌站之間開通，此站啟用[2]。當時為一般站[1]。
- 1941年（昭和16年）12月9日 - 羽幌站至築別站之間開通[3]，成為中途車站。
- 1949年（昭和24年）6月1日 - 日本國有鐵道成立，成為日本國有鐵道車站。
- 1984年（昭和59年）2月1日 - 結束處理貨物和行李[1]。
- 1987年（昭和62年）3月30日 - 羽幌線全線廢除，此站也廢除[1]。

## 車站構造
截至車站廢除前，車站內設有2面2線的混合式月台（單式月台與島式月台（只使用單邊）），當時可進行列車交會。。單式月台北邊與島式月台南邊之間設有跨線橋連接。車站大樓一方設有單式月台（西邊），該處為上下行共用的1號月盧，島式月台（東邊）為上行2號月台。另外有許多貨物側線（截至1983年（昭和58年），在島式月台外邊設有4線，1號月台幌延一方設有分支連接車站大樓北邊的貨物月台和3條側線（缺角式月台）。站內東南方設有分支前往1條專用線）。
此站是職員配置站，車站大樓是一座近代鋼筋建築物。位於站內西邊，鄰接單式月台中央部分。車站大樓內設有商店。另外，站內設置了「我的旅程印章」。

## 站名的由來
車站名稱取自所在地名。

## 使用狀況
- 在1981年度（昭和56年度），1日的上下車人次為513人[4]。

## 車站周邊
- 北海道道747號上羽幌羽幌停車場線（日语：北海道道747号上羽幌羽幌停車場線）
- 北海道道547號羽幌港線（日语：北海道道547号羽幌港線）
- 國道232號（日语：国道232号）（天賣國道/日本海奧羅龍線（日语：日本海オロロンライン））
- 道之驛Hot♡羽幌（日语：道の駅ほっと♡はぼろ）
- 羽幌町公所
- 羽幌警署（日语：羽幌警察署）
- 羽幌郵局
- 留萌信用金庫（日语：留萌信用金庫）羽幌分店
- 北海道銀行羽幌分店
- 羽幌港 - 距車站約1.5公里[4]。
- 北海道羽幌高等學校（日语：北海道羽幌高等学校）
- 羽幌中學
- 羽幌小學
- 羽幌町鄉土資料館
- 北海道海鳥中心（日语：北海道海鳥センター）
- 羽幌町運動公園
- 羽幌川

## 羽幌總站

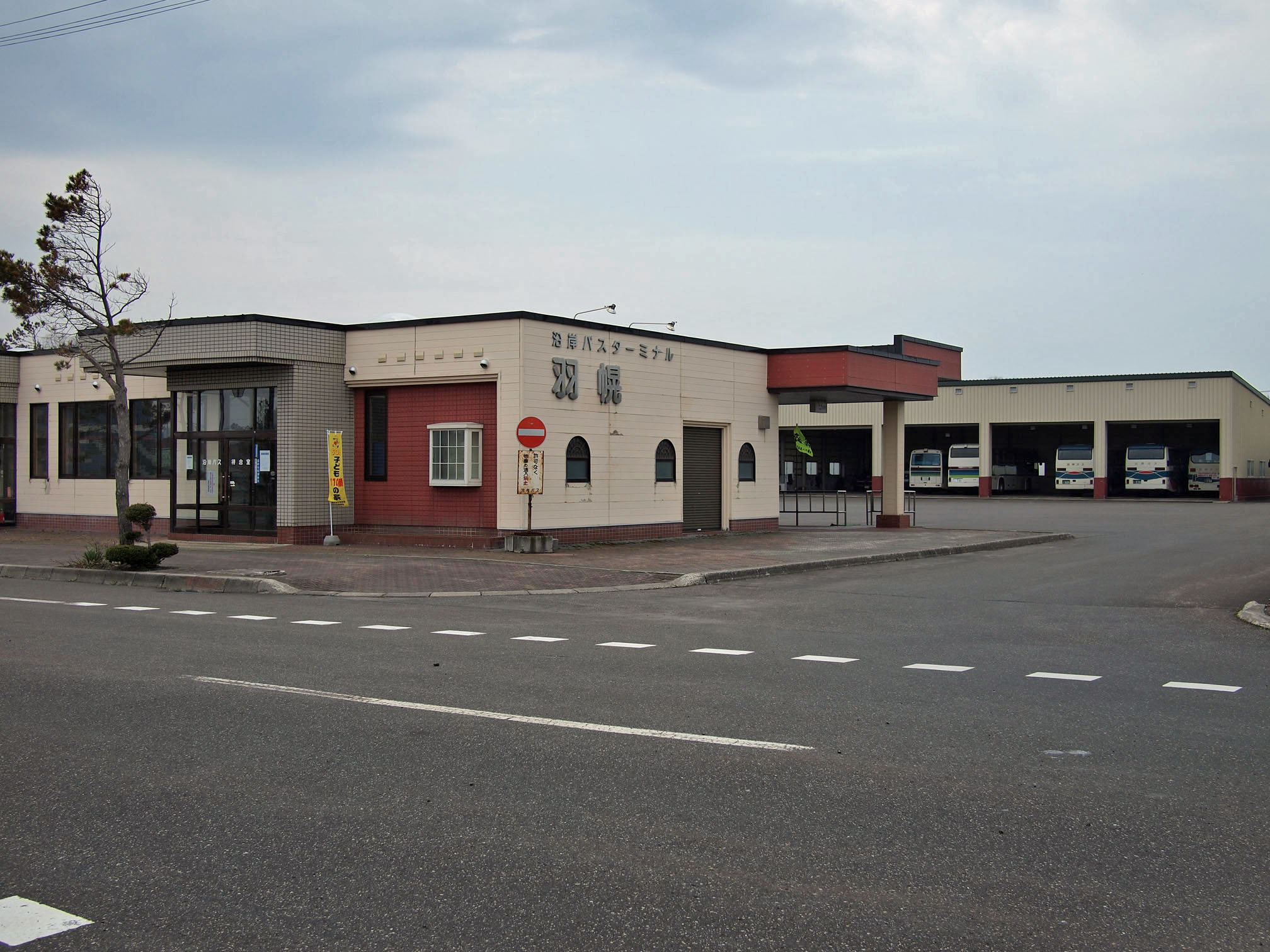
羽幌總站

車站遺址設置了沿岸巴士的「羽幌總站」。巴士總站的地址是羽幌町南七條四丁目。
總站內設有1至5號乘車處。沿岸巴士的城際巴士、一般巴士，以及羽幌町受託的校巴會剛駛入總站。一直以來的羽幌總站位於同町南三條二丁目，該處設有本社設施。隨著車站遺址設置巴士總站，原來的羽幌總站改名為「本社總站」。鄰接設有町營停車場實施泊車轉乘措施。

## 現況
除了上述的羽幌總站外，車站大樓遺址設置了羽幌地區圖像的瓷磚牆。另外，舊站前道路的行人路上設置了臂木式號誌機。

## 羽幌森林鐵道
從羽幌駅南邊的堆場設有長14公里的森林鐵道連接羽幌川上流，該處設有森林資源。當時由帝室林野管理局旭川分局羽幌出張所管轄。森林鐵路在1942年（昭和17年）竣工。初時直接運送木材至此站。在1947年（昭和22年）起由旭川營林局羽幌營林署管轄。此外，在竣工後毎年以2至4公里的距離延長至更深處。在1957年（昭和32年）路線總長42公里，最後路線總長達到44公里。在1954年（昭和29年）起變為與民用貨運混合運送。在戰後的一年總輸送量中，1956年（昭和31年）運送了9萬石，平均約5萬石。當初使用2架蒸氣機車和1架6噸汽油機車行走。在1951年（昭和26年）起改用柴油機車。在1958年（昭和33年）擁有最多車輛的一年，擁有8架5噸車、6噸車、7噸車、9噸車、10噸車各1架，一共設有12架。後來漸漸使用貨車運送，在1963年（昭和38年）全面廢除。

## 相鄰車站
日本國有鐵道
羽幌線
苫前－（興津臨時乘降場）－羽幌－築別
曾經在此站至築別站之間設有下之瀧臨時乘降場（日语：／），在1956年（昭和31年）11月1日啟用，在1972年（昭和47年）2月8日廢除。

## 注腳
1. 1 2 3 4 5 6  石野哲（編）. . JTB. 1998: 872. ISBN 978-4-533-02980-6 （日语）.
2. ↑  昭和7年鐵道省告示第320號（《官報》第1697號，昭和7年8月25日、p.710. （页面存档备份，存于）（日語））
3. ↑  昭和16年鐵道省告示第247號（《官報》第4473號，昭和16年12月4日，p.166. （页面存档备份，存于）（日語））
4. 1 2 3 4 5 6  宮脇俊三 (编). . 原田勝正. 小学館. 1983-07: 200. ISBN 978-4093951012 （日语）.
5. ↑  本久公洋. . 北海道新聞社. 2011-09: 215. ISBN 978-4894536128 （日语）.

## 外部連結
- 羽幌線廢線跡調査 （页面存档备份，存于）（日語）